# Ullared
Ullared – miejscowość (tätort) w Szwecji, w regionie administracyjnym (län) Halland (gmina Falkenberg).
Miejscowość położona jest w prowincji historycznej (landskap) Halland, ok. 30 km na północny wschód od Falkenberg i 30 km na wschód od Varberg. Przez Ullared przepływa rzeka Högvadsån, najdłuższy dopływ Ätran.
W Ullared znajduje się dom towarowy Gekås Ullared AB.
W 2010 r. Ullared liczyło 791 mieszkańców.